# Médée (Anouilh)
Pour les articles homonymes, voir Médée (homonymie).
Médée est une tragédie de Jean Anouilh écrite et publiée  dans les Nouvelles pièces noires en 1946 et créée au Kammerspiele de Hambourg le 2 novembre 1948 dans une mise en scène de Robert Michal. En France, sa création n'a eu lieu que quatre ans et demi plus tard, le 28 mars 1953, au Théâtre de l'Atelier, dans une mise en scène d'André Barsacq (la dernière collaboration entre Jean Anouilh et André Barsacq).
La pièce s'inspire du mythe de Médée, dix ans après qu'elle a trahi son père et tué son frère pour l’amour de Jason, ainsi que la conquête de la Toison d’or. Jason se sépare alors d’elle, et s’apprête à épouser la fille de Créon, roi de Corinthe ; refusant la fuite et le bonheur, Médée va continuer à semer le feu.

## L'adaptation du mythe antique
Le texte de Jean Anouilh reprend les éléments du mythe de Médée. L'action est concentrée autour de quelques personnages : Médée, Jason, Créon et la Nourrice de Médée. Le texte s'achève sur la mort de Médée, qui périt dans les flammes, sous les yeux de Jason, empêchant toute intervention.
Dans cette pièce, le mythe est modernisé. Ainsi, par exemple, Médée vit dans une roulotte. De même, Anouilh analyse de façon plus approfondie la question des rapports hommes-femmes.

## Accueil
La pièce a eu beaucoup moins de succès que, par exemple, Antigone, avec une première française très tardive (plus de quatre ans après la première allemande) et un nombre de représentations beaucoup plus faible (35). Cela est peut-être dû à une mauvaise prestation de l'actrice principale Michèle Alfa, qui a remplacé la femme d'Anouilh, Monelle Valentin, laquelle devait originellement jouer le rôle. C'est peut-être aussi dû au côté uniquement tragique de la pièce, sans l'ironie coutumière de l'auteur.

## Structure
La pièce est d'un seul tenant, sans actes ni scènes.

## Distribution lors de la création française
- Michèle Alfa : Médée
- Lucien Blondeau : Créon
- Jean Servais : Jason
- Mady Berry : la nourrice
- Jean-Paul Belmondo : un garçon
- Pierre Goutas : premier garde
- Edmond Tamiz : deuxième garde
- Henri Djanik : troisième garde